# إروين هوخستراسر
إروين هوخستراسر لاعب كرة قدم سويسري راحل كان يجيد اللعب في خط الهجوم.
لعب طوال مسيرته الرياضية في أندية لوزان ويونغ بويز.
مثل منتخب سويسرا في مباراتين مسجلا هدف واحد (1933). شارك مع منتخب سويسرا في بطولة كأس العالم 1934 في إيطاليا حيث خرج من الدور الربع النهائي.

## وصلات خارجية
- إروين هوخستراسر على موقع الاتحاد الدولي (مؤرشف)  (الإنجليزية)
- إروين هوخستراسر على موقع قاعدة بيانات كرة القدم.إي يو (الإنجليزية)
- إروين هوخستراسر على موقع ناشيونال فوتبول تيمز (الإنجليزية)
- إروين هوخستراسر على موقع Soccerway.com (الإنجليزية)
- إروين هوخستراسر على موقع عالم كرة القدم.نت (الإنجليزية)
- هذا سيرة ذاتية